# تقي الدين الهلالي
محمد تقي الدين الهلالي (1311- 1407 هـ/ 1893- 1987 م) علامة؛ محدِّث ولغوي وأديب وشاعر ورحالة سلفي، مغربي ثم عراقي، يعد أول من أدخل الدعوة السلفية إلى المغرب بعد أبو شعيب الدكالي ومحمد بن العربي العلوي. من أبرز أعماله ترجمة صحيح البخاري إلى الإنجليزية، كما ترجم المجمع للقرآن الكريم باللغة الإنجليزية جنباً إلى محمد محسن خان، الواسع الانتشار في مكتبات العالم. كان المرجع اللغوي والمشرف على إذاعة برلين العربية في حِقبة الحكم النازي.

## نسبه
محمد التقي بن عبد القادر بن محمد بن عبد القادر بن الطيب بن أحمد بن عبد القادر بن محمد بن عبد النور بن عبد القادر بن هلال بن محمد بن هلال. فنسبة الشيخ هي إلى جده الأعلى هلال. كنية الهلالي هي أبو شكيب، مضافة إلى اسم ابنه، وكنيته قبل زواجه أبو عبد الله.

## حياته
وُلد تقي الدين بقرية «الفرخ»، وتسمى أيضا بـ «الفيضة القديمة» على بضعة أميال من الريصاني، وهي من بوادي مدينة سجلماسة المعروفة اليوم بتافيلالت الواقعة جنوبا بالمملكة المغربية، عام 1311هـ/ 1893م، وقد ترعرع في أسرة علم وفقه، فقد كان والده وجده من فقهاء تلك البلاد.
قرأ القرآن على والده وحفظه وهو بن اثنتي عشر سنة، لازم الشيخ التندغي الشنقيطي فبدأ بحفظ مختصر خليل وقرأ عليه علوم اللغة العربية والفقه المالكي إلى أن أصبح الشيخ ينيبه عنه في غيابه.
أنهى تعلّمَه الأولي، ولم يكن قد تجاوز الخامسة عشرة من عمره. وبعد وفاة والده، تنقل بين القبائل، واستقر في زيان، يؤم الناس بالمسجد، ويعلم الأطفال القرآن، وهناك تعلم الأمازيغية الأطلسية. وعاد ليستأنف دراسته على يد الشيخ محمد بن حبيب الشنقيطي. وبعد وفاة هذا الأخير سنة 1919، توجه إلى مدينة وجدة، فتتلمذ بها مدة على يد القاضي أحمد السكيرج، وخاض في اللغة والنحو والأدب والفقه والتفسير.
وفي عام 1340 هـ توجه لفاس وتتلمذ على يد علمائها، من أمثال الشيخ الفاطمي الشراوي، والشيخ محمد بن العربي العلوي وحصل على شهادة من جامع القرويين.
كان في بداية الأمر صوفيًا تيجانيًا
وهي فرقة صوفية، فغيّر مذهبه وبدأ يحذر الناس منها، وألّف كتابًا في نقدها، اسمه «الهدية الهادية إلى الطريقة التجانية» فنقموا عليه.
بدأ يراسل صحيفة الإخوان المسلمين سراً بواسطة البريد الإنجليزي في تطوان، بعد أن دعا حسن البنا إلى استقطاب أصوات كتاب ومؤلفين مغاربة، لكن الإسبان أطلعوا على محتوى الرسائل التي أرسلها إلى صحيفة الإخوان المسلمين، فقبضوا عليه وزجوه في السجن، ولم يوجّهوا إليه أي اتهام، وبقي ثلاثة أيام، فاحتج أهل المدينة وأذاعت محطة لندن باللهجة المغربية هذه الحادثة والاحتجاج فأطلقوا سراحه. حكم عليه الفرنسيين بعدها في المغرب بالإعدام بسبب نشاطه المناهض لهم.

### طلب العلم في مصر
غادر تقي الدين وهو في السادسة والعشرين من عمره بلد المغرب متوجهًا إلى مصر، وكان ذلك سنة 1922، وكانت غايته طلب علم الحديث، فقصد الجامع الأزهر، ولكنه لم يمكث فيه كثيرا، حيث لم يجد بغيته فيه، فانقطع عنه، والتحق بحلقة الشيخ رشيد رضا وتلامذته، حيث تفتق ذهن تقي الدين، وهو يستمع ويشارك في المناقشات الحادة التي كانت تجري في مجالس الشيخ رشيد رضا، وكانت سببا في نضجه الفكري، وتحوله عن التقليد إلى استعمال الفكر وطلب الأدلة العقلية، وعن التقديس المبالغ فيه للعلماء الأعلام والتسليم بكل ما سرد عنهم، إلى البحث الاستقلالي والترجيح.

### رحلته للتدريس والتمدرس
بعد الحج توجه إلى الهند لينال بغيته من علم الحديث فالتقى علماء كبار هناك فأفاد واستفاد؛ ومن أهم العلماء الذين التقى بهم هناك المحدث العلامة الشيخ عبد الرحمن بن عبد الرحيم المباركفوري صاحب «تحفة الأحوذي بشرح جامع الترمذي» وأخذ عنه من علم الحديث وأجازه وقد قرّظه بقصيدة يُهيب فيها بطلاب العلم إلى التمسك بالحديث والاستفادة من الشرح المذكور، وقد طبعت تلك القصيدة في الجزء الرابع من الطبعة الهندية؛ كما أقام عند الشيخ محمد بن حسين بن محسن الحديدي الأنصاري اليماني نزيل الهند آنذاك وقرأ عليه أطرافا من الكتب الستة وأجازه أيضا. شغل كرئيس أساتذة الأدب العربي في كلية ندوة العلماء في مدينة لكهنؤ بالهند.

ومن الهند توجه إلى الزبير في العراق، حيث التقى العالم الموريتاني المحقق الشيخ محمد أمين الشنقيطي الزبيري، مؤسس مدرسة النجاة الأهلية بالزبير، وتزوج ابنته عائشة، والشنقيطي هذا هو غير العلامة المفسر صاحب «أضواء البيان» واستفاد من علمه، وأصبح عراقياً عام 1934م، وأقام في الزبير ودرّس الإنكليزية في مدرسة النجاة، وصار إماماً لمدة قليلة في جامع الذكير، ومكث بالعراق 35 سنين غير متتابعة من 1924م حتى 1959م ثم سافر إلى السعودية مروراً بمصر حيث أعطاه السيد محمد رشيد رضا توصية وتعريفاً إلى الملك عبد العزيز آل سعود قال فيها: 
 فبقي في ضيافة الملك عبد العزيز بضعة أشهر إلى أن عُيّن مراقبا للتدريس في المسجد النبوي وبقي بالمدينة سنتين ثم نقل إلى المسجد الحرام والمعهد العلمي السعودي بمكة وأقام بها سنة واحدة.
عُيّن تقي الدين الهلالي للإمامة في المسجد النبوي، وكان في صلاته تطويل استاء منه الناس، وكان جوابه لهم: إني لن أُفسد صلاتي من أجلكم. فغضب وسافر إلى العراق والتحق بجامعة بغداد.
فكان يَدْرسُ ويُدرّس بالجامعة، وبعد زواجه في العراق، توجّه بعدها إلى الهند، والتحق بالجامعة هنالك، فكان دارساً ومُدرسا، من بين تلامذته أبو الحسن الندوي.

### الدكتوراه في ألمانيا
كتب شكيب أرسلان، وهو صديق لتقي الدين الهلالي، توصية إلى أحد أصدقائه بوزارة الخارجية الألمانية قال فيها: 
فسافر إلى ألمانيا وعُيّن محاضراً في جامعة بون، ثم صار طالباً بالجامعة مع كونه محاضراً فيها. وفي سنة 1940م قدّم رسالة الدكتوراه في جامعة برلين، حيث كان طالباً ومحاضراً ومشرفاً على الإذاعة العربية، فند في رسالته مزاعم المستشرقين أمثال: مارتن هارثمن، وكارل بروكلمان، وكان موضوع رسالة الدكتوراه «ترجمة مقدمة كتاب الجماهر من الجواهر مع تعليقات عليها»، وكان مجلس الامتحان والمناقشة من عشرة من العلماء، وقد وافقوا بالإجماع على منحه شهادة الدكتوراه في الأدب العربي. وتزوج بألمانية.
- قال العلامة حماد الأنصاري عن تقي الدين الهلالي:

.
اتصل بالزعيم الألماني الفوهرر هتلر، فلما توسّم منه تعاطفه نحو العرب والمسلمين، أقنعه أن يُنشئ إذاعة عربية موجهة إلى العرب بلغتهم، وصادف ذلك وجود يونس بحري، فوافق هتلر على فكرة الإذاعة وصار تقي الدين الهلالي من كان يُعدّ المواد الإذاعية التي ستذيعها الإذاعة، في حين أن يونس بحري هو من سيتولّى إذاعتها، بصوته المميز والذي كان يبدأ الإذاعة بجملته الشهيرة حَيِّ العرب.
كان الهلالي دائم الثناء على هتلر، وكان يُكذب كل ما يسيء إلى الزعيم النازي، وبخاصة الهولوكوست، حيث كان ينفي صحة وقوع ذلك جملة وتفصيلا.

### العودة للعراق
سافر الشيخ إلى المغرب أثناء الحرب العالمية الثانية، وبعد انتهاء الحرب سافر إلى العراق سنة 1947م وقام بالتدريس في كلية الملكة عالية ببغداد (كلية التربية للبنات بجامعة بغداد _حاليا)، وكان على صلة علمية بمصطفى جواد، يروي الهلالي عن صديقه محمد العقيل في العراق فيقول: 
ومطلع القصيدة:
إلى أن قام الانقلاب العسكري في العراق فغادرها إلى المغرب سنة 1959م.

### المقاومة
انتظم مع المجاهدين ضد الاحتلال، وله دور كبير في هذا، ضد فرنسا وبريطانيا وإسبانيا؛ لتحرير بلاده. يتبين عدائه للمحتل من خلال بعض أقواله:
يروي الدبلوماسي المغربي محمد بن عودة، عن زيارة تقي الدين الهلالي لمدينة تطوان، حيث كان هدفه تسليم رسالة من مفتي فلسطين أمين الحسيني إلى عبد الخالق الطريس. وسبب إقامة تقي الدين الهلالي في تطوان هي أنه كان يذيع من إذاعة برلين برنامجا يشارك فيه نخبة من الوطنيين العرب أمثال الحاج أمين الحسيني والكيلاني والأمير شكيب أرسلان، وكان يخصصه للدفاع عن حقوق الدول العربية والإسلامية المحتلة من طرف الفرنسيين والإنجليز، ولذلك اغتنمت كل من فرنسا وإسبانيا فرصة وجوده في تطوان لمنعه من مغادرة المغرب والعودة إلى برلين فكان ذلك هو سبب إقامته في هذه المدينة.

### أسرته وعودته للمغرب
تزوج بالمدينة المنورة، وله ابنتان، كانت إحداهما معلمة في المملكة أوّل ما فُتِحتْ مدارس البنات، وتزوّج في العراق وله أولاد هناك.
في المغرب بعدما استقر فيه لم يكن عنده من أولاده أو بناته أحد، ولم يكن له مع زوجته الأخيرة ذرية، ولكنها اهتمت به عناية وخِدْمة.
عين مدرساً بكلية الملكة عالية في بغداد، ثم بجامعة محمد الخامس بالرباط ثم بفرعها بفاس، وفي سنة 1968م تلقى دعوة من الشيخ عبد العزيز بن باز رئيس الجامعة الإسلامية بالمدينة المنورة آنذاك للعمل أستاذاً بالجامعة منتدباً من المغرب فقبل الشيخ الهلالي وبقي يعمل بها إلى سنة 1974م حيث ترك الجامعة وعاد إلى مدينة مكناس بالمغرب للتفرغ للدعوة.

## رأيه في الشعر الحر
قال الهلالي في كتابه (الهاديات) المنشور بتحقيق مشهور بن حسن آل سلمان "ومما قلت في من يزعم من أهل هذا الزمان أن هناك شعراً حرّاً لا يحتاج إلى نظم ولا قافية":

## مؤلفاته
مؤلفات الشيخ تقي الدين الهلالي كثيرة جدا ألفت في أزمنة مختلفة وبقاع شتى، ومنها:
- الهاديات.[39] وهو أول كتبه، نُشر في الهند سنة 1924.[40]
- سبيل الرشاد في هدي خير العباد.
- الزند الواري والبدر الساري في شرح صحيح البخاري [المجلد الأول فقط].
- تقويم اللسانين (كتاب).
- الإلهام والإنعام في تفسير الأنعام.
- مختصر هدي الخليل في العقائد وعبادة الجليل.
- الهدية الهادية للطائفة التجانية.
- القاضي العدل في حكم البناء على القبور.
- العلم المأثور والعلم المشهور واللواء المنشور في بدع القبور.
- آل البيت ما لهم وما عليهم.
- حاشية على كتاب التوحيد لشيخ الإسلام محمد بن عبد الوهّاب.
- حاشية على كشف الشبهات لمحمد بن عبد الوهّاب.
- الحسام الماحق لكل مشرك ومنافق.
- دواء الشاكين وقامع المشككين في الرد على الملحدين.
- البراهين الإنجيلية على أن عيسى داخل في العبودية وبريء من الألوهية.
- فكاك الأسير العاني المكبول بالكبل التيجاني.
- فضل الكبير المتعالي (ديوان شعر).
- أسماء الله الحسنى (قصيدة).
- الصبح السافر في حكم صلاة المسافر.
- العقود الدرية في منع تحديد الذرية.
- الثقافة التي نحتاج إليها (مقال).
- تعليم الإناث وتربيتهن (مقال).
- ما وقع في القرآن بغير لغة العرب (مقال).
- أخلاق الشباب المسلم (مقال).
- من وحي الأندلس (قصيدة).

## وفاته وتشييعه
توفي تقي الدين الهلالي في منزله بمدينة الدار البيضاء، يوم الاثنين 25 من شوال 1407هـ الموافق 22 من يونيو 1987م، ودُفن بالسباتة.
وقد شيَّع جِنازتَه جمعٌ غفير من الناس يتقدَّمهم علماءُ ومثقفون وسياسيون.

## وصلات خارجية
- تقي الدين الهلالي على موقع أرشيف الشارخ.
- موقع تقي الدين الهلالي.
- درس للهلالي يصف الصلاة على يوتيوب.